# Molí de Marfà
El Molí de Marfà fou un molí situat en el terme municipal de Castellcir, a la comarca del Moianès. És a l'enclavament de la vall de Marfà.

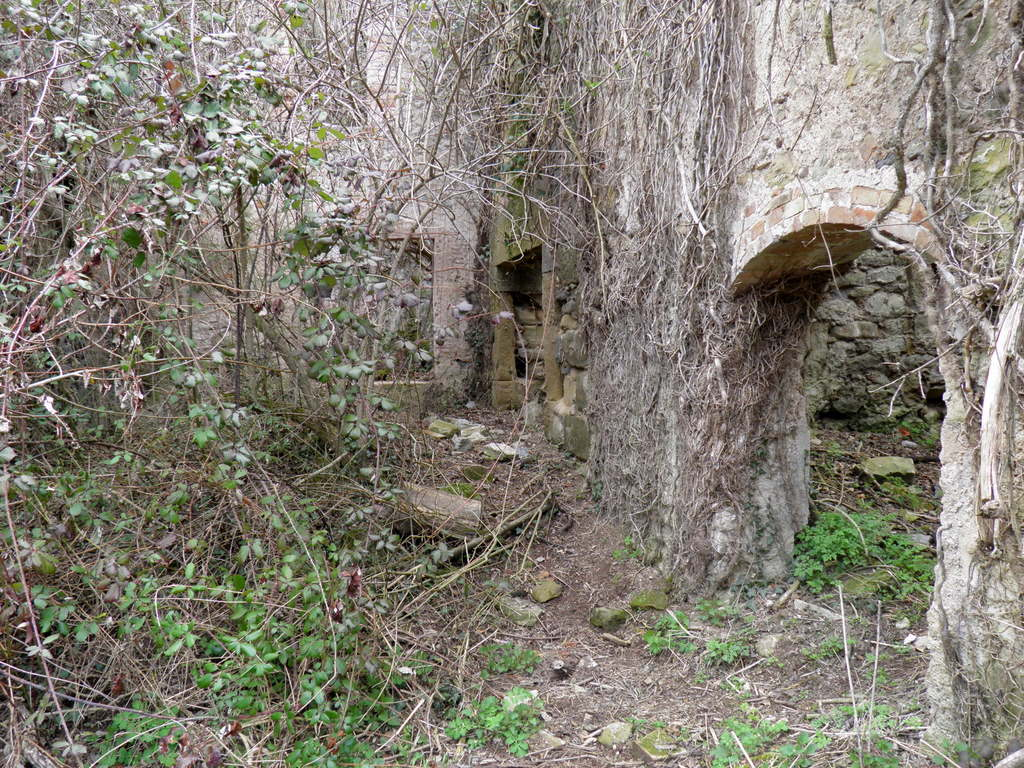
Detall de l'interior del molí

Les seves restes estan situades a la dreta de la riera de Marfà, a llevant de la masia de Marfà i a prop i a ponent de la capella de la Mare de Déu de la Tosca i del Molí de Brotons.
En el fort aiguat del 1863, que s'endugué la família sencera del proper Molí de Brotons, els membres de la família del moliner salvaren la vida refugiant-se a la teulada del molí. A continuació, fou abandonat. Tanmateix, es recuperà temporalment a la segona dècada del segle xx, moment en què consta habitat en els padrons municipals de Castellcir.